# Mika Mäki
Mika Mäki (* 27. Februar 1988 in Pirkkala, Finnland) ist ein finnischer Rennfahrer.

## Karriere

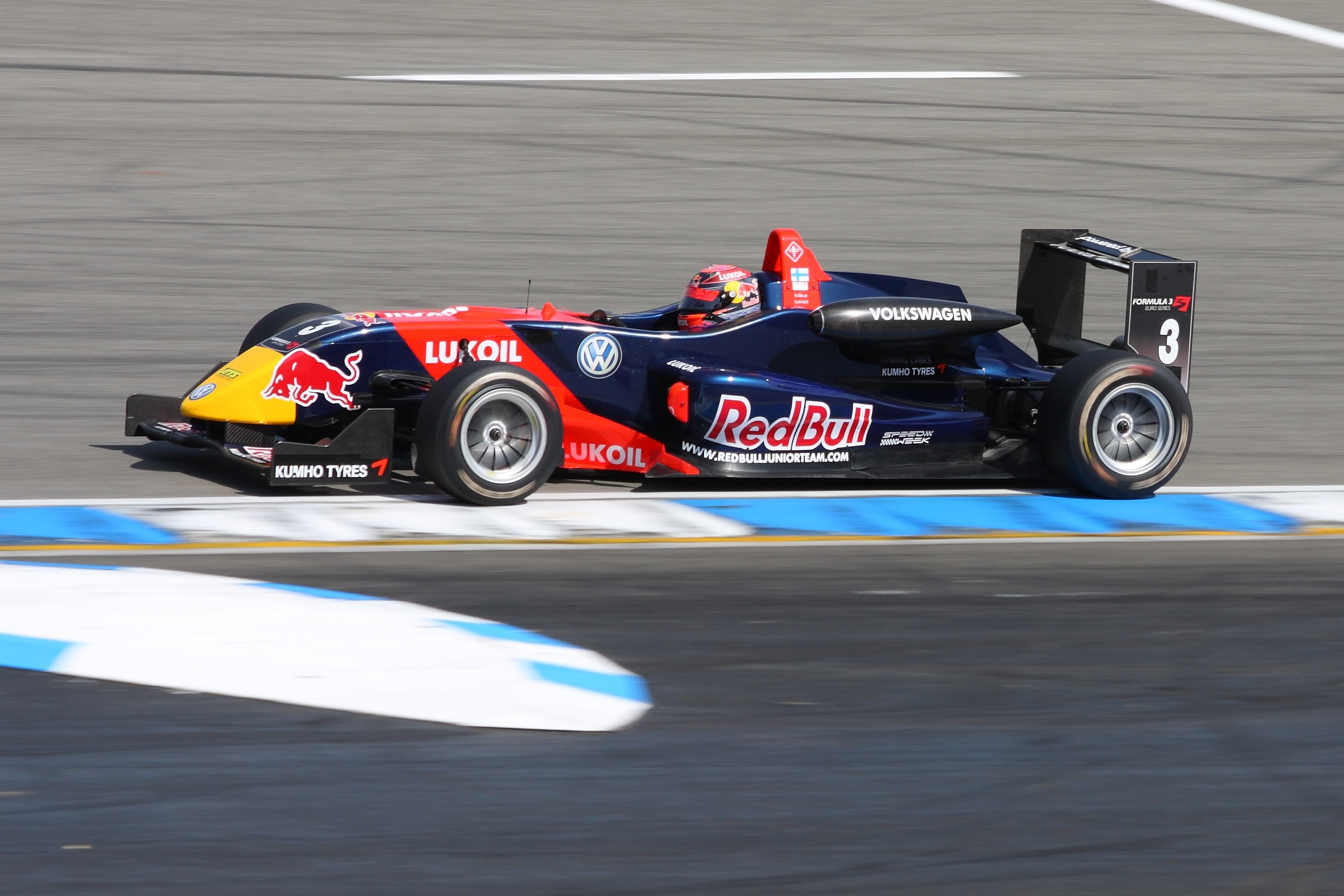
Mika Mäki am Hockenheimring 2009

1998 begann Mäki seine Motorsportkarriere im Kartsport. 2005 wechselte er in den Formelsport und startete in der deutschen Formel BMW. In seiner ersten Saison belegte er den zwölften Platz im Gesamtklassement. 2006 fuhr er erneut in der deutschen Formel BMW und wurde Vizemeister hinter Christian Vietoris. 2007 wechselte Mäki in die italienische Formel Renault und wurde auf Anhieb Meister. Außerdem nahm er am Formel Renault Eurocup teil und wurde schlussendlich neunter in der Gesamtwertung. In beiden Serien fuhr er für das Epsilon Red Bull Team. Von 2007 bis 2009 wurde Mäki von Red Bull unterstützt.
2008 fuhr Mäki für Mücke Motorsport zum ersten Mal in der Formel-3-Euroserie. Seine Teamkollegen sind sein ehemaliger Formel BMW Rivale Christian Vietoris und Erik Janiš. Bereit in seinem ersten Rennen in Hockenheim bejubelte er seinen ersten Sieg. Darauf folgte ein weiterer Siege in Mugello. Der junge Finne belegte zum Saisonende den fünften Platz der Gesamtwertung und wurde Zweiter in der Rookie-Wertung. Im Herbst absolvierte Mäki mehrere GP2-Testfahrten für Arden International und nahm anschließend am GP2-Asia Rennen in Shanghai teil. Obwohl Mäki nach diesem Rennwochenende besser platziert war als sein Teamkollege Luiz Razia wurde er durch Renger van der Zande ersetzt. 2009 bestritt Mäki als Fahrer des Signature-Plus-Teams seine zweite Saison in der Formel-3-Euroserie und konnte sich im Vergleich zu seiner Debütsaison nicht verbessern. Mit einem Sieg im Hauptrennen in Brands Hatch belegte der Finne den sechsten Gesamtrang.
2010 war Mäki zunächst ohne ein Renncockpit und kehrte zur Mitte der Saison in die Formel-3-Euroserie zurück. Für Motopark Academy startete er bei drei Rennwochenenden und belegte am Saisonende den 17. Gesamtrang.

## Karrierestationen
- 1998–2004: Kartsport
- 2005: Deutsche Formel BMW (Platz 12)
- 2006: Deutsche Formel BMW (Platz 2)
- 2007: Italienische Formel Renault (Meister)
- 2008: Formel-3-Euroserie (Platz 5)
- 2009: Formel-3-Euroserie (Platz 6)
- 2010: Formel-3-Euroserie (Platz 17)